# حمام خدری
حمام خدری مربوط به اواخر دوره قاجار - دوره پهلوی اول است و در شهر  بانه در شهرستان بانه، خیابان امام خمینی (ره)، محله بانه کهنه (بانه کۆن) واقع شده و این اثر در تاریخ ۱۰ دی ۱۳۸۱ با شمارهٔ ثبت ۶۸۶۱ به‌عنوان یکی از آثار ملی ایران به ثبت رسیده است.